# Tour de Suisse 1969
Die 33. Tour de Suisse fand vom 12. bis 20. Juni 1969 statt. Sie führte über einen Prolog, elf Etappen und eine Gesamtdistanz von 1500,9 Kilometern.
Gesamtsieger wurde der Italiener Vittorio Adorni. Die Rundfahrt startete in Zürich mit 88 Fahrern, von denen 72 Fahrer in Zurzach ins Ziel kamen.

## Etappen
| Etappe     | Tag      | Start – Ziel              | km          | Etappensieger | Gesamtwertung       |
| ---------- | -------- | ------------------------- | ----------- | --- | ------------------- |
| Prolog     | 12. Juni | Zürich                    | 07 (MZF)    | GS Batavus (Dieter Kemper, Hennes Junkermann, Herbert Wilde, Peter Glemser, Ronald de Witte, Martin Gombert, Ernst Streng, Wim Deelen, Willy Primo) | Hennes Junkermann   |
| 1. Etappe  | 12. Juni | Zürich – Brugg            | 180         | Luciano Armani | Luciano Armani      |
| 2. Etappe  | 13. Juni | Brugg – Binningen         | 193         | Ambrogio Portalupi | Ambrogio Portalupi  |
| 3. Etappe  | 14. Juni | Binningen – Solothurn     | 064         | Walter Godefroot | Ambrogio Portalupi  |
| 4. Etappe  | 14. Juni | Solothurn – Balmberg      | 011,9 (BZF) | Herman Van Springel | Herman Van Springel |
| 5. Etappe  | 15. Juni | Solothurn – Gstaad        | 172,5       | Enrico Paolini | Herman Van Springel |
| 6. Etappe  | 16. Juni | Gstaad – Crans-Montana    | 145         | Vittorio Adorni | Vittorio Adorni     |
| 7. Etappe  | 17. Juni | Crans-Montana – Lugano    | 225         | Herman Van Springel | Vittorio Adorni     |
| 8. Etappe  | 18. Juni | Lugano – Davos-Jakobshorn | 196,5       | Mariano Díaz | Vittorio Adorni     |
| 9. Etappe  | 19. Juni | Davos-Jakobshorn – Wohlen | 174,5       | Julien Stevens | Vittorio Adorni     |
| 10. Etappe | 20. Juni | Wohlen – Zurzach          | 087,5       | Herman Van Springel | Vittorio Adorni     |
| 11. Etappe | 20. Juni | Zurzach – Zurzach         | 044 (EZF)   | Vittorio Adorni | Vittorio Adorni     |